# 喬·弗拉尼甘
喬·弗拉尼甘（Joe Flanigan，1967年1月5日—）是美國的一位演員。他最著名的作品是在星際之門：亞特蘭蒂斯中飾演Major/Lt. Colonel John Sheppard角色。弗拉尼甘出生在洛杉磯。